# Chapelle Saint-Sixte d'Aubignan
Pour les articles homonymes, voir Chapelle Saint-Sixte.
La chapelle Saint-Sixte est une chapelle désaffectée d'architecture romane située dans la commune française d'Aubignan. Elle aurait été, à l'origine, église paroissiale.

## Historique

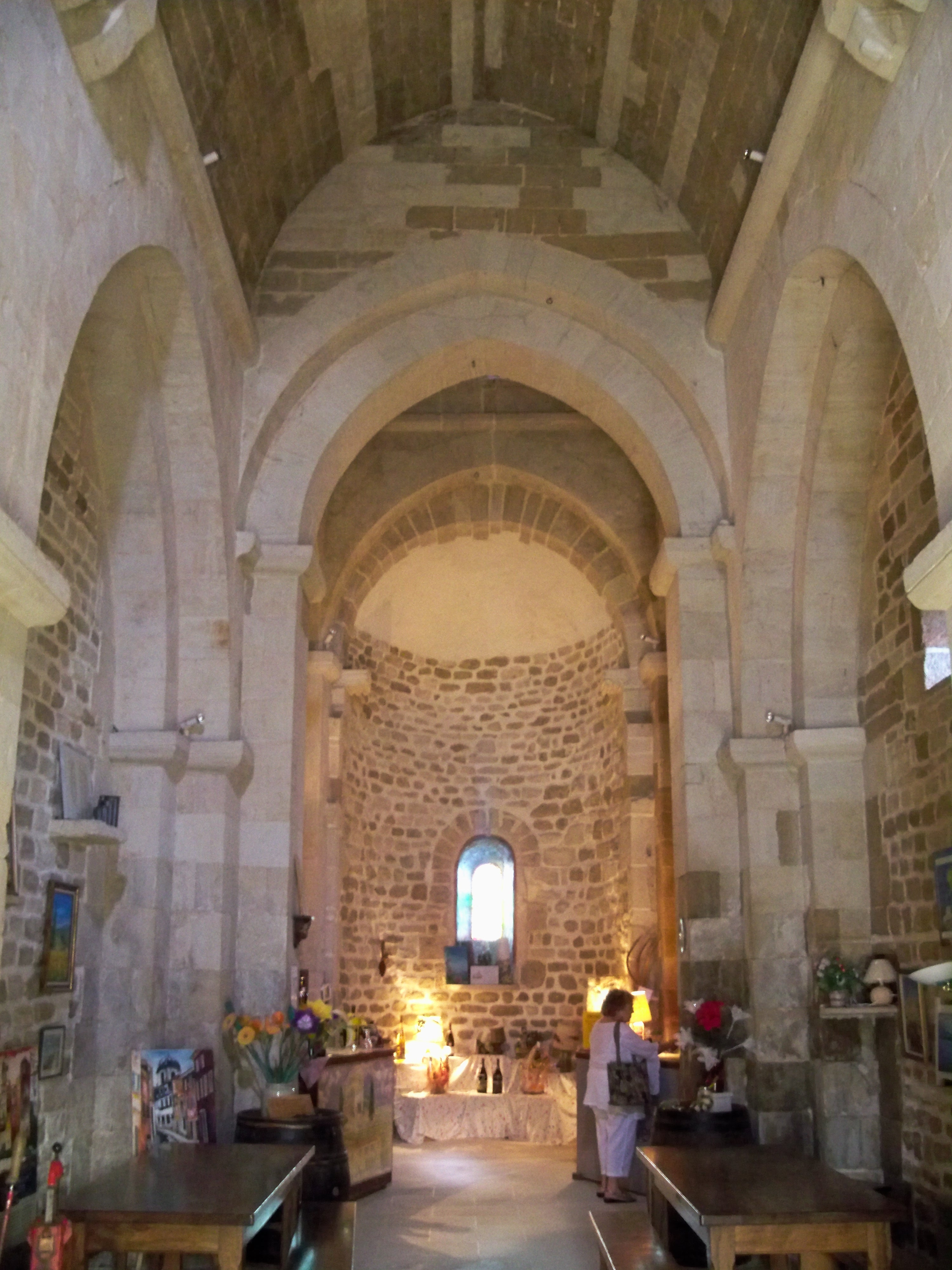
Intérieur

Ce fut un lieu de vie monastique comme l’atteste la petite porte à droite de la travée donnant sur un cloître aujourd’hui disparu mais dont les structures se repèrent toujours sur la façade grâce à leurs arrachements.
En 1775, elle dépendait du chapitre Saint-Agricol d'Avignon. Vendue comme bien national à la Révolution, elle fut rachetée en 1809 par la famille de Seguins-Vassieux qui la rendit au culte en 1863.
Appartenant depuis 1936 à la famille Rey qui l'a soigneusement restaurée, elle est devenue un caveau de dégustation de vins.
Elle a été inscrite au titre des monuments historiques par un arrêté du 28 décembre 1984

## Architecture

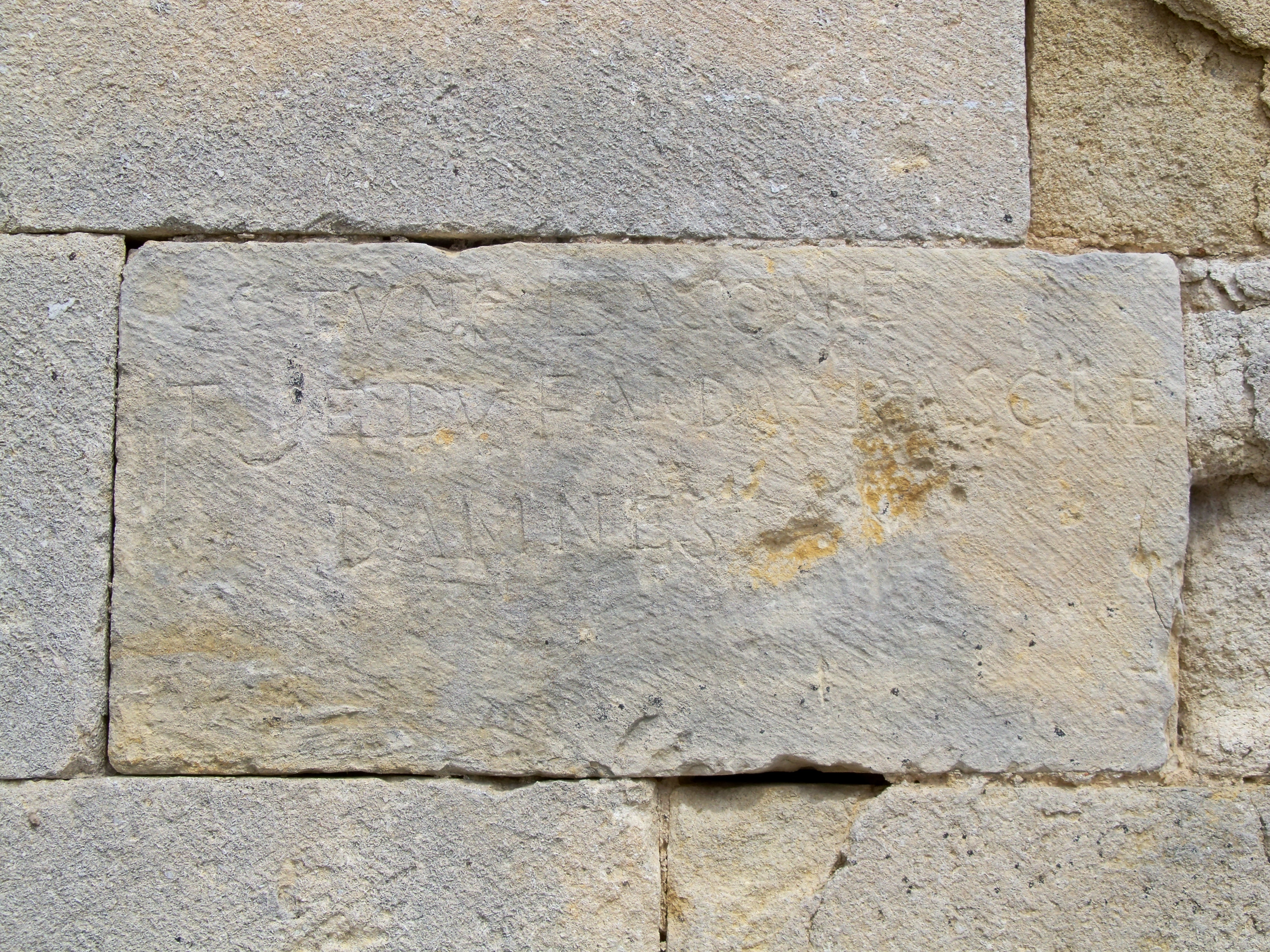
Inscription à l'entrée

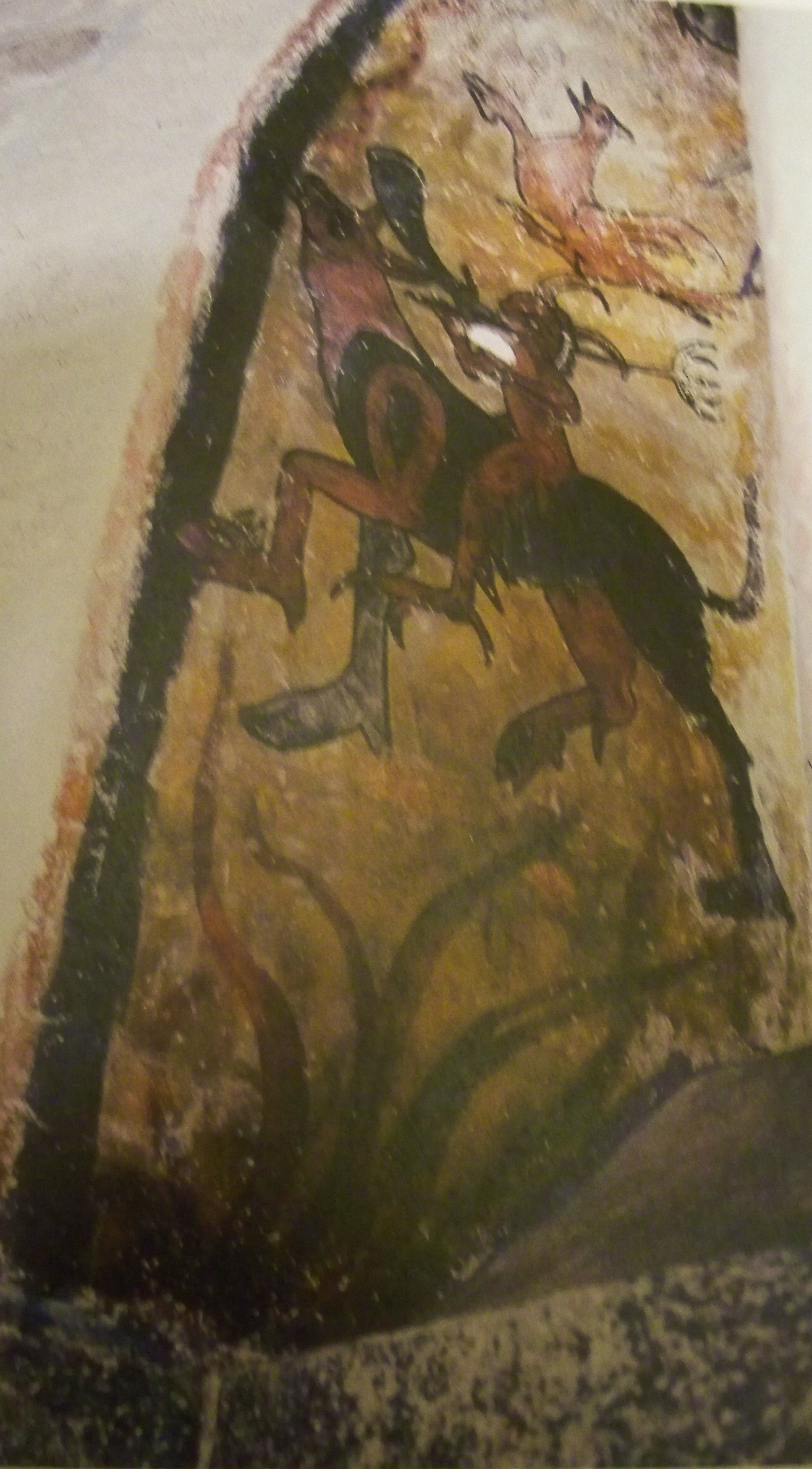
Fresque de la fenêtre absidiale de Saint-Sixte

Son transept à trois travées surélevées par rapport à l’abside et à la nef, ainsi que son voûtement, la rattachent au premier art roman provençal qui se situe entre le milieu du XIe siècle et le début du XIIe siècle. À l’entrée se trouve une Inscription lapidaire :

« TVNE lA (S)OME TIGE DVFARDA A (M)ASLE DAMNES. »

Charles Rostaing a proposé la traduction suivante pour le début : « L’ânesse maigre, à cause de sa charge, jeûne… ». La suite reste toujours mystérieuse. 
La fenêtre absidiale, longtemps occultée et noyée dans du sable, a été dégagée au cours des restaurations. Elle possède toujours une fresque reprenant les mêmes thèmes que l’abbaye de Ganagobie et Saint-André-de-Rosans. S’y mêlent des monstres, des chimères, un cavalier juché sur sa cavale et une bête se traversant le flanc de sa queue fleuronnée. Outre l’indication d’une appartenance à l’abbaye de Cluny, ces thèmes orientaux situent sa date de décoration au retour de la première croisade (1096-1099). La fresque est inscrite à l'inventaire supplémentaire des monuments historiques.